# Commerz Real
Die Commerz Real AG ist der Vermögensverwalter für Sachwertinvestments im Verbund des Commerzbank-Konzerns. Das Unternehmen verwaltet ein Gesamtvermögen von 34 Mrd. Euro und beschäftigt rund 800 Mitarbeiter an 19 Standorten im In- und Ausland (Stand: 2023).
Das Produktspektrum umfasst unter anderem Immobilien-Publikumsfonds und Spezialfonds für institutionelle Anleger sowie bedarfsgerechte Mobilienleasing-Konzepte.
Bekannt ist die Commerz Real für ihren offenen Immobilienfonds Hausinvest, der mit 800.000 Anlegern und einem Fondsvermögen von 17,1 Mrd. Euro (Stand 31. März 2022) zu den größten Immobilienfonds für Privatanleger in Europa zählt.

## Unternehmen
Die Commerz Real AG ist 2007 aus der Zusammenführung der Commerzbank-Töchter Commerz Grundbesitz Gruppe (CGG) und CommerzLeasing und Immobilien AG (CLI) entstanden.
Zum Leistungsspektrum gehören sowohl Anlage- als auch Finanzierungsprodukte. Die Fondspalette umfasst den offenen Immobilienfonds hausInvest, unternehmerische Beteiligungen (in den Schwerpunktsegmenten Immobilien, Flugzeuge und regenerative Energien) und institutionelle Anlageprodukte, deren Fokus auf Infrastruktur- und Immobilieninvestitionen gerichtet ist. Als Leasingdienstleister des Commerzbank-Konzerns konzipiert die Commerz Real bedarfsgerechte Lösungen im Mobilienleasing sowie individuelle Finanzierungsstrukturierungen für Sachwerte wie Immobilien, Großmobilien und Infrastrukturprojekte.

## Standorte
Die Gruppe beschäftigt rund 800 Mitarbeiter. Hauptstandorte in Deutschland sind Wiesbaden und Düsseldorf.
Darüber hinaus bestehen 17 weitere Geschäftsstellen im In- und Ausland, unter anderem in London, Luxemburg, Paris und New York.

## Leistungen und Produkte

### Offene Publikumsfonds

#### Immobilien

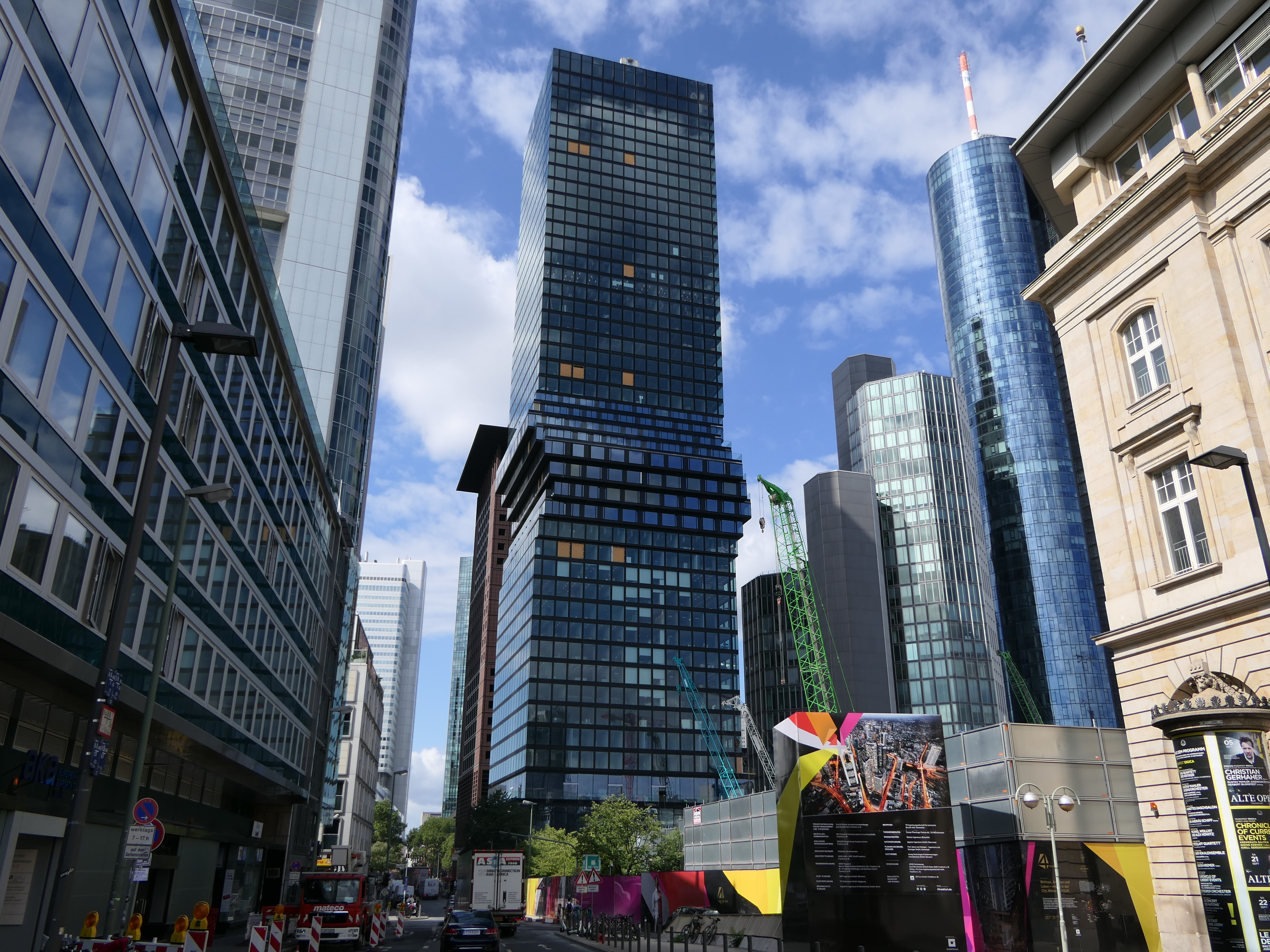
Omniturm, Frankfurt

Mit der Marke Hausinvest ist die Commerz Real seit 1972 im Anlagesegment der offenen Immobilienfonds etabliert. Am 31. März 2021 belief sich das Fondsvolumen auf 16,6 Milliarden Euro, rund 800.000 Anleger waren investiert. Seit seiner Auflegung hat Hausinvest immer eine positive Rendite erzielt (Stand 31. März 2021), auch in den Jahren der Weltfinanzkrise ab 2007.
Im Portfolio des Fonds befinden sich unter anderem die Frankfurter Hybridtürme One Forty West und Omniturm, die Neue Direktion Köln, die Widok Towers in Warschau und das größte Einkaufszentrum Europas Westfield London.
Im Jahr 2019 erwarb die Commerz Real das gesamte Immobilienportfolio der Generali Lebensversicherung, das aus 49 Büro-, Wohn- und Einzelhandelsimmobilien in Premiumlagen deutscher Städte besteht (Millennium-Portfolio). Die Transaktion gilt als größter Paketkauf von Immobilien in der Geschichte der Bundesrepublik.
Seit August 2022 ist die Commerz Real für den offenen Fonds Hausinvest auch am Hochhausprojekt Elbtower in der Hamburger Hafencity beteiligt.
Der Bestand beläuft sich auf 153 Objekte (Stand: 16. August 2022), hauptsächlich in den Bereichen Handel (14,8 %) und Büro (41,8 %) und Wohnen (7,5 %). Der Fonds ist überwiegend in Deutschland investiert (44,6 %); den Vereinigten Staaten (16,0 %), dem Vereinigten Königreich (11,9 %) und Frankreich (7,4 %).

#### Erneuerbare Energien und Infrastruktur
Mit dem klimaVest hat die Commerz Real im November 2020 den ersten grünen Sachwerte-Fonds für Privatanleger aufgelegt. Das Produkt soll weltweit in Erneuerbare-Energien-Kraftwerke sowie Infrastruktur-, Mobilitäts- und Forstprojekte investieren und somit einen messbaren Beitrag zur Senkung des CO2-Ausstoßes leisten.
Die Stiftung Warentest wies auf den hohen Ausgabeaufschlag und hohe laufende Kosten des Fonds hin.

### Spezialfonds
Unter der Marke Commerz Real Institutional konzipiert und verwaltet die Commerz Real Gruppe Investmentprodukte für professionelle und semi-professionelle Anleger. Dazu zählen unter anderem Immobilien-Spezialfonds nach deutschem und luxemburgischen Recht.

### Geschlossene Fonds
Mit 185 realisierten Fonds und einem Investitionsvolumen von über 14 Milliarden Euro zählt die Commerz Real Gruppe zu den führenden Initiatoren geschlossener Fonds in Deutschland. Die Konzeption, der Vertrieb und die Verwaltung der Produkte erfolgte bis 2013 durch die Commerz Real Fonds Beteiligungsgesellschaft (CFB).

## Mitgliedschaften (Auszug)
- BVI Bundesverband Investment und Asset Management
- Zentraler Immobilien Ausschuss
- Bundesinitiative Impact Investing (Biii)
- Bundesverband Deutscher Leasing-Unternehmen (BDL)
- Urban Land Institute (ULI)
- Royal Institution of Chartered Surveyors (RICS)